# Зоната на здрача: Филмът
„Зоната на здрача: Филмът“ е американски фантастичен филм от 1983 година, продуциран от Стивън Спилбърг и Джон Ландис като кино версия на „Зоната на здрача“, телевизионен сериал от 1959 и 60-те, създаден от Род Сърлинг. Бърджис Мередит, който участвал в няколко епизода в сериала, замества Сърлинг във филма като разказвач, въпреки че не се появява на екрана и името му не е включено в надписите.
 Внимание:  Текстът по-долу разкрива сюжета на произведението (или части от него)!
Филмът е римейк на три класически епизода от сериала и една оригинална история. Джон Ландис режисирал пролога и първия сегмент, Стивън Спилбърг режисирал втория, Джо Данте третия, а Джордж Милър режисирал последния сегмент.

## Инцидент
Филмът става известен с катастрофата на хеликоптер, която отнема живота на актьора Вик Мороу и две деца-актьори, по време на снимките на първия сегмент. Инцидентът довел до съдебен процес, но никой не е подведен под отговорност.